# Clube Esportivo Praiano
O Clube Esportivo Praiano é um clube brasileiro de futebol, sediado na cidade de Imbé, no estado do Rio Grande do Sul. Foi fundado em 20 de setembro de 2008.

## História
O Praiano foi fundado em 20 de setembro de 2008. No dia 5 de Outubro do mesmo ano, disputou a primeira partida de sua história, no empate em 1 x 1 com o Osoriense. Suas cores são o branco e o azul marinho.

## Títulos
- Copa cidade de Imbé: 2009